# جو مي ريونج
جو مي ريونج (بالكورية: 조미령)‏ هي ممثلة كورية جنوبية. ولدت يوم 16 أبريل 1973 في سول في كوريا الجنوبية.

## روابط خارجية
- جو مي ريونج على موقع IMDb (الإنجليزية)